# Horizon (série de televisão)

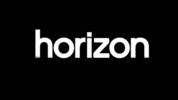
Logo da série

Horizon (também conhecida como BBC Horizon) é uma série documental de televisão britânica. O programa foi transmitido pela primeira vez em 2 de maio de 1964 com o episódio The World of Buckminster Fuller, que explorou as teorias e estruturas do inventor Buckminster Fuller.

## Prêmios e indicações
| Ano  | Prêmio                    | Categoria                             | Indicação | Resultado |
| ---- | ------------------------- | ------------------------------------- | --------- | --------- |
| 2007 | Royal Television Society  | Melhor Edição: Documentário / Factual | Horizon   | Venceu    |
| 2002 | BAFTA Awards              | Melhor Série Factual                  | Horizon   | Venceu    |
| 1973 | International Emmy Awards | Melhor Programa de Não ficção         | Horizon   | Venceu    |